# Dale Jones
Dale Jones, född 12 mars 1964, är en antiguansk och barbudansk friidrottare. Han deltog vid olympiska sommarspelen 1984, olympiska sommarspelen 1988 och olympiska sommarspelen 1992.